# Vanessa Gravina
Pour les articles homonymes, voir Gravina.
 (juin 2025).
Si vous disposez d'ouvrages ou d'articles de référence ou si vous connaissez des sites web de qualité traitant du thème abordé ici, merci de compléter l'article en donnant les références utiles à sa vérifiabilité et en les liant à la section « Notes et références ».
Maria Vanessa Gravina est une actrice et metteure en scène italienne, née le 4 janvier 1974 à Milan.

## Biographie
Vanessa Gravina est née et a grandi à Milan.
Elle a fait ses débuts dans le monde du spectacle à seulement six mois dans une publicité de poussette pour la marque Carosello. Elle a commencé sa carrière très jeune, pour des campagnes publicitaires, en posant pour des photographes tels que Fabrizio Ferri, Richard Avedon, Gilles Tapie, Angelo Frontoni et Oliviero Toscani. En 1981, à l'âge de 7 ans, elle fait ses débuts dans l'émission Torno Sud. En 1985, elle fait ses débuts sur grand écran avec le film Colpo di fulmine et obtient une nomination au Ruban d'Argent en tant que meilleure nouvelle actrice.
Elle se fait connaitre du grand public italien par la télévision en 1988, en participant à la mini-série Don Tonino. Pour autant, elle n'oublie pas le théâtre et est choisie en 1991 par Giorgio Strehler pour interpréter le rôle de Hilde dans La Dame de la mer d'Henrik Ibsen, au Piccolo Teatro de Milan.
Le public français la découvre au cinéma en 2001 dans la comédie Les gens en maillot de bain ne sont pas (forcément) superficiels puis en 2003 dans le film Rien que du bonheur.
De nouveau, c'est la télévision qui la fera connaitre du grand public français, début 2007, avec un premier rôle dans le téléfilm (en trois parties de 90 minutes chacune) Les Camarades.

## Filmographie partielle
- 1989-1990 : La Mafia (La piovra) (série TV italienne, saison 4 et 5) de Luigi Perelli
- 1999 : Milonga d'Emidio Greco
- 2001 : Les gens en maillot de bain ne sont pas (forcément) superficiels d'Eric Assous : Carla
- 2001-2002 : Les Destins du cœur (feuilleton TV italien, saisons 4 et 5) d'Alessandro Cane (it) et Leandro Castelli : Paola Dupre
- 2003 : Rien que du bonheur de Denis Parent : Julie
- 2004-2005 : CentoVetrine (it) (feuilleton TV italien)
- 2005 : Police maritime (Gente di mare) (TV, minisérie italienne) : Margherita Scanò
- 2006 : Passeport Diplomatique (Commissaire Valence, série TV française), Tania
- 2007 : Les Camarades (TV, minisérie) de François Luciani : Anna Catianno-Laverne
- 2007 : Pompei (TV) : Lavinia
- 2007 : Police maritime (Gente di mare 2) (TV, minisérie italienne) de Giorgio Serafini et Andrea Costantini